# Travelin Jack
Travelin Jack ist eine deutsche Hard-Rock-Band aus Berlin. Die Band steht bei Steamhammer unter Vertrag und hat bislang zwei Studioalben veröffentlicht.

## Geschichte
Die Band gründete sich im Sommer 2013, als sich die Sängerin Alia Spaceface und der Gitarrist Flo the Fly kennenlernten. Beide arbeiten als Tätowierer und stellten schnell fest, dass sie die gleichen musikalischen Vorlieben hatten. Zusammen mit dem Bassisten Steve Burner und dem Schlagzeuger Montgomery Shell gründeten die Musiker die Band Travelin Jack. Der Bandname stammt aus dem Roman Der Talisman von Stephen King und Peter Straub. Über das kleine Plattenlabel „El Bruto“ veröffentlichte die Band am 1. August 2014 die 7"-Single Madness, bevor die Band vom Label This Charming Man Records unter Vertrag genommen wurde. Über dieses Label erschien am 4. September 2015 das Debütalbum New World. Die Band spielte im Jahre 2015 bei den Festivals Reeperbahn Festival, Muskelrock, Desertfest und dem „Freak Valley Festival“.
Ein Jahr später spielten Travelin Jack eine Tournee durch Deutschland und Skandinavien zusammen mit der Band The Golden Grass und traten im Sommer beim Festival „Stoned From the Underground“ auf. Im Januar 2017 nahm das Label Steamhammer die Band unter Vertrag und veröffentlichte am 8. September 2017 das zweite Studioalbum Commencing Countdown. Im Herbst und Winter spielten Travelin Jack zwei Deutschlandtourneen im Vorprogramm von Wucan bzw. Kadavar. Schlagzeuger Montgomery Shell verließ 2020 die Band. Sein Nachfolger wurde Mighty Miffie. Außerdem kam mit Al Bang noch ein Keyboarder hinzu.

## Stil
Die Musik von Travelin Jack wird in der Regel als Mischung aus Hard Rock der 1970er Jahre und Glam Rock britischer Prägung beschrieben. Die Fachpresse vergleicht die Band mit Gruppen wie The Sweet, Thin Lizzy, UFO, frühen AC/DC, oder auch Slade. Den Bezug zum Glam Rock stellen die Musiker auch optisch dar, in dem die Band zeitweilig geschminkt auftritt.

## Diskografie
- 2014: Madness (El Bruto; 7"-Single)
- 2015: New World (This Charming Man Records)
- 2017: Commencing Countdown (Steamhammer)